# 谭英华
谭英华（1917年—1996年），湖南人，中国当代历史学家，四川大学历史系教授。主要从事中国唐史、西藏史、世界史尤其是西方史学史方面的研究。
20世纪40年代，获庚子奖学金，拥有武汉大学历史学硕士学位。
论著有《两唐书食货志校读记》、《十六、十七世纪西方史学思想的更新》等。
子女五人，四子为谭作人。